# Капитан Петко
Капитан Петко е село в Североизточна България. То се намира в община Венец, област Шумен, на 31 км северно от град Шумен.

## История
През османския период селото носи името Терби кьой. 
Запазени са свидетелства относно провеждането на селско-общинските избори в района през 1896 г.
Комисията, работила по преименуването на българските селища през 1931 – 1932 г., спазва правила при преименуването, сред които е приемане на имена на участници в националноосвободителни движения. Така селото е наименувано в прослава на Капитан Петко войвода.

## Население
Численост на населението според преброяванията през годините:
| \| Година на преброяване \| Численост \| \| --------------------- \| --------- \| \| 1934 \| 1065 \| \| 1946 \| 1158 \| \| 1956 \| 1101 \| \| 1965 \| 1265 \| \| 1975 \| 1367 \| \| 1985 \| 1174 \| \| 1992 \| 765 \| \| 2001 \| 594 \| \| 2011 \| 493 \| \| 2021 \| 428 \| |           |
| Година на преброяване | Численост |
| 1934 | 1065      |
| 1946 | 1158      |
| 1956 | 1101      |
| 1965 | 1265      |
| 1975 | 1367      |
| 1985 | 1174      |
| 1992 | 765       |
| 2001 | 594       |
| 2011 | 493       |
| 2021 | 428       |

### Етнически състав

#### Преброяване на населението през 2011 г.
Численост и дял на етническите групи според преброяването на населението през 2011 г.:
|                     | Численост | Дял (в %) |
| Общо                | 493       | 100       |
| Българи             | ?         | ?         |
| Турци               | 355       | 72,00     |
| Цигани              | ?         | ?         |
| Други               | –         | –         |
| Не се самоопределят | ?         | ?         |
| Неотговорили        | 136       | 27,58     |

## Забележителности
- Радиорелейна и телевизионна станция (РРТС) Венец /Капитан Петко/ (SHU-3710) на около 2 км североизточно от село Капитан Петко, географски координати: 43°29'50" с.ш., 26°53'38" и.д., надм. височина (к.т.): 500,8 м, височина на кулата: 302 м. 2013 г. Построена е през 1975 г. От 1986 г. започва преминаване към „западния“ УКВ обхват с нови предаватели NEC по 10 kW за БНР Радио Шумен на 87,6 MHz и БНР програма „Хоризонт“ на 102 MHz. От 2013 г. са включени нови цифрови телевизионни предаватели, излъчващи Мултиплекс 1 на 28 канал, Мултиплекс 2 на 40 канал и Мултиплекс 3 на 51 канал.[7]
- Паметник на Капитан Петко Войвода, Природен парк „Фатме“.